# Lijst van gebeurtenissen tijdens de Tweede Wereldoorlog: Jodenvervolging en concentratiekampen
Dit is een chronologische lijst van gebeurtenissen met betrekking tot de Jodenvervolging en concentratiekampen voor, tijdens en vlak na de Tweede Wereldoorlog.
Opmerking: Bij het opzoeken van gebeurtenissen naar datum gebeurt het soms dat verschillende officiële bronnen elkaar qua datum tegenspreken. Vrijwel altijd zijn deze verschillen zeer klein, meestal één dag verschil. De oorzaak hiervan is te vinden in het feit dat bepaalde militaire acties tijdens de nacht starten en nog doorlopen in de vroege uren van de volgende dag. Ook gebeurt het dat een auteur de situatie beschrijft wanneer de actie volledig afgelopen is. De bepaling van de datum is afhankelijk van de referentie die door de auteur werd gebruikt. Er is getracht in deze lijst zo veel mogelijk de exacte referentie van de datum aan te duiden via een omschrijving van wat er gebeurd is of bedoeld werd.

## 1938
9 november 
- Kristallnacht, in heel Duitsland worden joodse huizen en bezittingen aangevallen

## 1939
24 januari
- Opdracht van Göring aan Heydrich, chef van de Sipo, voor de "Lösung der Judenfrage durch Auswanderung oder Evakuierung".
- Oprichting van de Reichszentrale für jüdische Auswanderung o.l.v. R. Heydrich in Duitsland

30 januari
- Rede van Hitler voor de Reichstag. Hij verklaart dat de Joden in Europa in een komende oorlog vernietigd zullen worden.

15 februari 
- Medio februari besluit de Nederlandse ministerraad tot oprichting van een kamp voor joodse vluchtelingen in Westerbork.

1 september
- De avondklok voor Duitse Joden wordt ingevoerd (straatverbod tijdens de wintermaanden na 20u en tijdens de zomer na 21u).

21 september
- Reinhard Heydrich geeft instructies aan de SS-Einsatzgruppen om de Poolse Joden samen te drijven in getto's nabij spoorlijnen, als voorbereiding tot een finale oplossing.

9 oktober
- De eerste 22 Joodse vluchtelingen komen aan in kamp Westerbork.

## 1940
20 mei
- In Auschwitz wordt een concentratiekamp ingericht.

1 juli
- Joden mogen niet meer werkzaam zijn bij de luchtbescherming.

2 augustus
- Kamp Amersfoort wordt in gebruik genomen.

22 oktober
- In Nederland wordt een aanmeldingsplicht voor "Joodse ondernemingen" ingevoerd.

26 november
- De Duitsers beginnen met de vorming van het Getto van Warschau, waar de Joden in erbarmelijke omstandigheden worden opgesloten.

## 1941
10 januari
- De Nederlandse Bioscoopbond ontzegt Joden de toegang tot theaters.
- Alle joodse inwoners in Nederland moeten zich laten registreren. Ook wie slechts één joodse voorouder heeft gehad, dient zich te melden. Zij moeten daartoe zelf één gulden betalen. Er werden uiteindelijk 157.000 formulieren in Den Haag ontvangen. Geen enkel plaatselijk bureau heeft de oproep gesaboteerd of vertraagd.

20 januari
- In Bulgarije worden de eerste anti-Joodse maatregelen afgekondigd.

22 januari
- De eerste massamoorden op Joden in Roemenië vindt plaats. De acties duren twee dagen.

27 januari
- Antisemitische onrust, veroorzaakt door de Weerbaarheidsafdeling, in Amsterdam.

9 februari
- De Weerbaarheidsafdeling veroorzaakt rellen in de Jodenbuurt te Amsterdam.

13 februari
- Op Duits bevel is uit de Amsterdamse joodse burgerij een zogeheten Joodse Raad gevormd. Vandaag sprak men af dat de Raad in 'hoofdzaak een uitvoerende en overbrengende taak zal hebben, doch geen verantwoordelijkheid kan dragen voor de opdrachten die hij heeft over te brengen'. Ook stelde men dat men niet zo ver kan gaan 'voor de joden oneervolle opdrachten te aanvaarden.'
- Besloten wordt om vijfduizend Weense Joden in de komende maanden naar de vernietigingskampen in Polen te deporteren.

15 februari
- De besturen van 8 Groningse studentenverenigingen richten een brief tot de Duitse gevolmachtigde voor de provincie Groningen naar aanleiding van de invoering van een numerus clausus (beperking van het aantal) voor Joodse studenten. Deze brief - aan de gemachtigde persoonlijk afgegeven - houdt onder meer in, dat de verenigingen hierin een directe aantasting van de Nederlandse traditie (van) vrijheid van studie zonder onderscheid van ras of geloof (zien). Daarenboven menen wij, dat deze maatregelen in strijd zijn met het Volkenrecht. ...Daarom komen wij met kracht op tegen deze bovengenoemde onrechtmatigheid. De besturen verzoeken hun leden dringend na dit duidelijke protest verdere demonstraties achterwege te laten.

22 februari
- IG Farben besluit tot oprichting van de Buna-Werke bij Auschwitz
- Eerste Duitse razzia's op Joden in Amsterdam. De razzia's duren twee dagen.

25 februari
- Uit protest tegen twee razzia's wordt in Amsterdam de Februaristaking georganiseerd. De staking wordt hard neergeslagen: er vallen hierbij negen doden en vierentwintig zwaargewonden.

12 maart
- Verordening tot verwijdering van Joden uit het Nederlandse bedrijfsleven.

1 april
- Bordjes met de tekst "Voor Joden verboden" in Nederlandse cafés verplicht.

14 april
- In Parijs worden voor de eerste keer op grote schaal Joden gearresteerd. In totaal worden er 3.600 Joden opgepakt.

30 april
- In Kroatië worden anti-Joodse maatregelen afgekondigd.

1 mei
- In Nederland mogen Joden niet meer in schouwburgen en bioscopen komen, uitgezonderd de zgn. joodse theaters. Daar mogen geen ariërs komen.

26 mei
- Alle Nederlandse orkesten zijn gecontroleerd en Joodse musici zijn van deelname eraan uitgesloten.

2 juni
- Ook in Frankrijk worden speciale ordeningen uitgevaardigd tegen Joden.

4 juni
- In Nederland worden badplaatsen, plantsoenen enz. verboden voor Joden.

11 juni
- In Den Haag en Amsterdam vinden razzia's op Joden plaats.

13 juni
- De Vichy-regering gebiedt alle (niet-Franse) joodse burgers in het niet-bezette deel van Frankrijk te interneren. De anti-joodse maatregel zou een eigen initiatief zijn van de Vichy-regering.

2 juli
- Begin van de massamoord in Lemberg. Er worden circa zevenduizend Joden vermoord.

8 juli
- De Joden in de bezette Baltische staten moeten een Jodenster dragen.

8 augustus
- Joods geld moet worden gestort bij de Dienstelle Lippmann, Rosenthal en Co. in Amsterdam.

18 augustus
- De eerste tweehonderd gevangenen komen aan in Kamp Amersfoort. Het is een groep communisten die eerder was geïnterneerd in Kamp Schoorl

29 augustus
- Joodse leerlingen worden van de scholen verwijderd.

19 september
- De verordening wordt van kracht waarbij alle Joden in Duitsland vanaf zes jaar verplicht zijn op straat een Jodenster te dragen.

26 september
- Ter vergelding van Duitse slachtoffers tijdens aanslagen van het NKVD, beslissen de Duitsers alle Joden in Kiev terecht te stellen.

29 september
- De Joden in Kiev worden verzameld onder het voorwendsel dat ze zouden worden geherhuisvest.

30 september
- Tussen 29 september en 30 september worden bijna 34 000 joden naar het ravijn Babi Jar gedreven en geëxecuteerd door leden van Sonderkommando's, de Waffen-SS en Oekraïense collaborateurs. Zie ook Bloedbad van Babi Jar.

1 oktober
- In oktober worden in Servië massaal joodse mannen gearresteerd en geëxecuteerd.
- In Vilnius in Litouwen worden 3000 Joden opgepakt en in de bossen van Ponary doodgeschoten, het Bloedbad van Paneriai.
- In oktober wordt het zigeunergetto van Belgrado gevormd.

2 oktober
- Bij Žagarė in Litouwen worden 2146 Joden door SS Einsatzkommandos met machinegeweren vermoord.

3 oktober
- In Parijs blazen nazisympathisanten zes synagogen op.

7 oktober
- In Rovno in Polen worden 17.000 Joden doodgeschoten.

14 oktober
- Begin van de eerste massadeportatie uit Duitsland naar Kaunas, Lodz, Riga en Minsk.

16 oktober
- Eerste deportatie van joden uit het Protectoraat Bohemen en Moravië naar vernietigingskampen.

22 oktober
- In Odessa sterft de Roemeense commandant, generaal Glugoscianu en 50 leden van zijn staf als gevolg van een bomaanslag. Als vergelding worden 5000 Joden in en buiten de stad afgeslacht.

24 oktober
- Adolf Eichmann keurt een plan goed om Joden te vergassen met uitlaatgassen in speciaal daarvoor aangepaste auto's

27 oktober
- In Kalisz in Polen worden 290 Joden uit een bejaardenhuis vergast met uitlaatgas in een eerste proef met een speciaal daarvoor aangepaste auto.
- Bij Kovno in Litouwen worden 9.000 Joden, waaronder 4.273 kinderen door Duitse Einsatzkommando's vermoord.

31 oktober
- Vanuit Estland rapporteert SS Commandant Erich von dem Bach-Zelewski aan Berlijn dat er in Estland geen Joden meer overgebleven zijn.

12 december
- Voor het eerst worden er Franse Joden geconcentreerd, plaats is het doorgangskamp Compiègne.

## 1942
20 januari
- Wannseeconferentie in de gelijknamige villawijk Berlin-Wannsee, over de Endlösung der Judenfrage. Secretaris is Adolf Eichmann.

1 april
- Begin wegvoering Joodse patiënten uit Nederlandse ziekenhuizen.

3 mei
- Alle Nederlandse joden moeten een Jodenster dragen

30 juni
- In Nederland moeten de Joden tussen 20u00 en 06u00 in hun woningen zijn.

7 juli
- Sterilisatie-experimenten in Auschwitz worden door Himmler toegestaan.

14 juli
- Grote razzia's in Amsterdam.

15 juli
- Eerste groep Nederlandse Joden worden van Westerbork naar Auschwitz getransporteerd.

16 juli
- Arrestaties en massadeportaties van Joden in Parijs.

23 juli
- Het vernietigingskamp Treblinka wordt in gebruik genomen.

25 juli
- Aanslag gepleegd op het joods lokaal van de 'tewerkstelling', Zuidlaan 56 te Brussel.

5 augustus
- Eerste groep Belgische Joden arriveert in Auschwitz.

26 augustus
- In Vichy-Frankrijk worden zevenduizend Joden gearresteerd.

1 september
- In Dachau vinden de eerste onderkoelingsexperimenten plaats.

9 september
- In Auschwitz worden de lijken niet meer begraven, maar verbrand. Dit om de stank en vervuiling van het grondwater tegen te gaan.

18 september
- In heel Duitsland worden de rantsoenen voor de Joden verlaagd.

2 oktober
- Joodse werkkampen worden in Nederland leeggehaald. Veertienduizend personen worden gedeporteerd.

5 oktober
- Himmler vaardigt een verordening uit waardoor alle Joden in de Duitse concentratiekampen naar Auschwitz en Majdanek gedeporteerd worden.

14 oktober
- In de Oekraïense getto van Mizocz vindt een grote slachting plaats.

22 oktober
- In Sachsenhausen komen de gevangenen in opstand. De aanwezige SS'ers treden echter hard op en weten de orde te herstellen.

25 oktober
- Eerste Noorse Joden arriveren in Auschwitz.

28 oktober
- Vanuit Theresienstadt arriveert het eerste jodentransport in Auschwitz.

## 1943
15 januari
- Concentratiekamp Vught wordt in gebruik genomen.

22 januari
- 1181 patiënten en 50 personeelsleden van de Joodse psychiatrische inrichting Het Apeldoornsche Bosch worden vanuit Apeldoorn naar Auschwitz gedeporteerd.

10 februari
- Deportatie van alle Joodse wezen.

21 februari
- Herderlijke brief van de Nederlandse bisschoppen, die de Jodenvervolgingen en de deportatie van arbeiders naar Duitsland veroordeelt.

16 april
- Opstand in het getto van Warschau, die eerst op 16 mei neergeslagen wordt.

19 april
- Het twintigste jodentransport vanuit de Dossinkazerne te Mechelen richting Auschwitz wordt op de spoorlijn Mechelen-Leuven (tussen Boortmeerbeek en Haacht) tegengehouden door drie jonge verzetslieden waardoor een aantal van de gedeporteerden kon ontsnappen. Nergens in Europa werd er tijdens de Tweede Wereldoorlog een dergelijke bevrijdingsactie uitgevoerd.

20 mei
- Ook de Joden in Amsterdam moeten zich melden voor deportatie naar Westerbork.

24 mei
- Josef Mengele wordt hoofdofficier-arts in Auschwitz.

26 mei
- Razzia's in Amsterdam. Er worden ca. drieduizend Joden opgepakt.

6 juni
- Eerste transport van kinderen vanuit Kamp Vught naar Sobibór, waar zij een dag na aankomst worden vergast. Dit betrof kinderen in de leeftijdcategorie van 0 tot en met 3 jaar, een dag later gevolgd door een groep kinderen van 4 tot 16 jaar. Totaal aantal: ruim 1200 kinderen.

20 juni
- Opnieuw razzia's in Amsterdam. Dit keer worden er 5 700 Joden opgepakt.

29 september
- Einde van razzia's in Amsterdam. Tienduizend Joden, waaronder de voorzitters van de Joodse Raad worden opgepakt.

2 december
- Eerste transport Weense Joden komt aan in Auschwitz.

## 1944
8 mei
- Rudolf Höss neemt weer tijdelijk de leiding van Auschwitz op zich. Hij gaat aldaar de vernietiging van de Hongaarse Joden organiseren.

15 mei
- Begin van grootschalige deportaties van Hongaarse Joden naar Auschwitz.

24 juli
- Het vernietigingskamp Majdanek wordt door het Rode Leger bevrijd.

4 augustus
- Anne Frank en haar familie worden gevangengenomen door de nazi's.

4 augustus
- 27.000 Joden uit kampen ten oosten van de Weichsel naar kampen in Duitsland gedeporteerd.

4 september
- In Vught worden zestig gevangenen gefusilleerd.

30 september - 30 oktober
- 11 transporten van Theresienstadt naar Auschwitz.

2 november
- Einde van de vergassingen in Auschwitz.

## 1945
17 januari
- Begin van de evacuatie van Auschwitz. 60.000 gevangenen worden in de richting Gross Rosen geëvacueerd; 5000 zieken en andere 'nichtmarschfähige' gevangenen blijven in Auschwitz achter.

27 januari
- Sovjet-troepen bevrijden het Duits vernietigingskamp Auschwitz, bij de Poolse stad Auschwitz (Pools: Oswiecim). Het is gelegen in Zuid-Polen, enkele tientallen kilometers westelijk van Kraków.

6 februari
- De geëvacueerden uit Auschwitz worden vanuit Gross Rosen naar de kampen Buchenwald, Dachau, Mauthausen, Ravensbrück en Sachsenhausen gedeporteerd.

11 april
- Concentratiekamp Buchenwald wordt door de Amerikanen bevrijd.
- Kamp Erika nabij Ommen wordt door Canadese eenheden bevrijd.

12 april
- Militairen van de Canadese 2e divisie bevrijden kamp Westerbork.

15 april
- Bevrijding van Bergen-Belsen.

19 april
- Kamp Amersfoort wordt overgedragen aan het Rode Kruis.

29 april
- Amerikaanse troepen bevrijden het concentratiekamp Dachau.

8 mei
- Einde van de Tweede Wereldoorlog in Europa.
- Bevrijding van het concentratiekamp Mauthausen.